# José María Gil-Robles y Quiñones de León

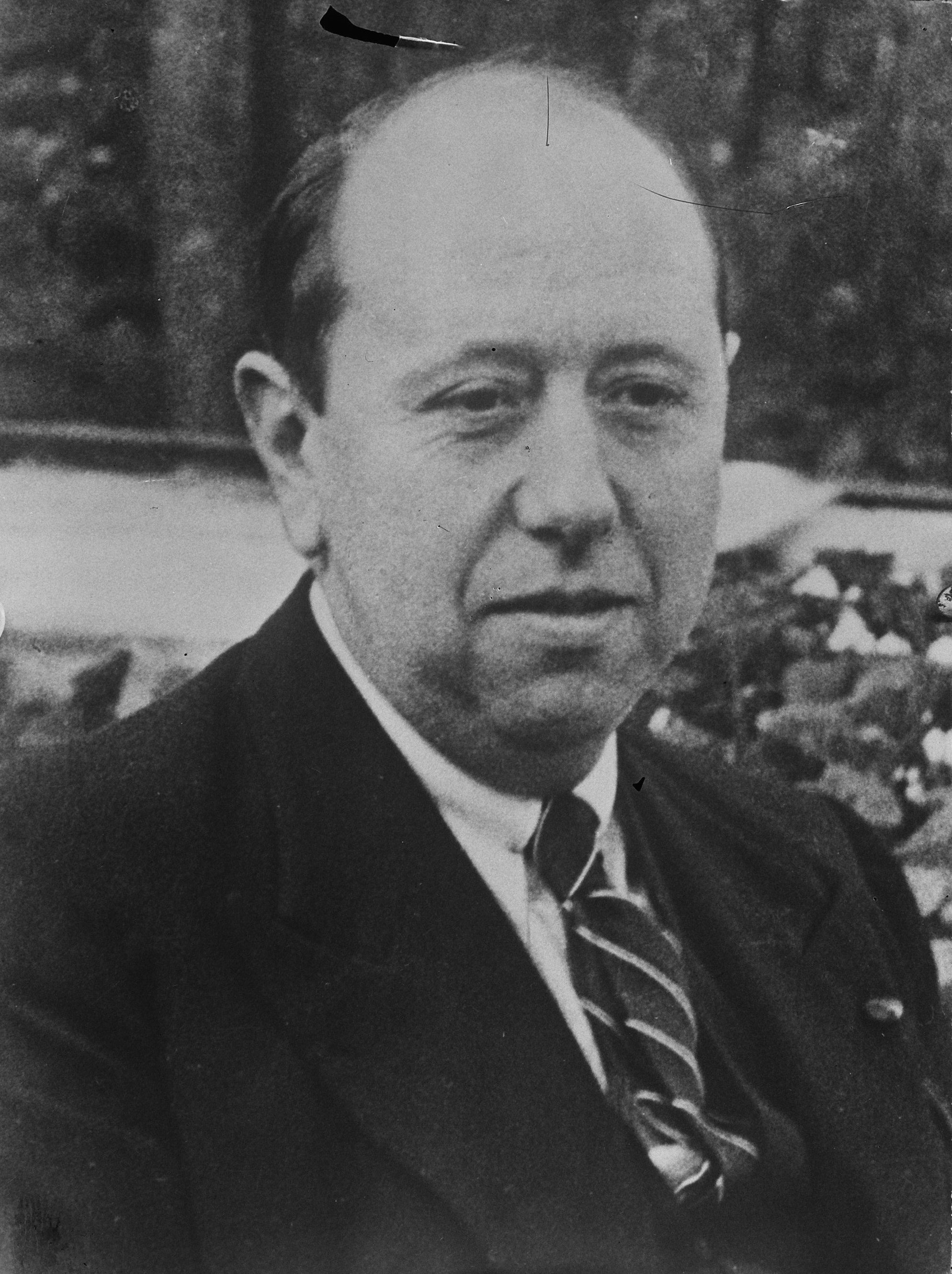
José María Gil-Robles y Quiñones de León

José María Gil-Robles y Quiñones (Salamanca, 27 november 1898 – Madrid, 14 september 1980) was een Spaans rechtsgeleerde, politicus en journalist.

## Vroege carrière
Gil-Robles studeerde in 1922 af in de rechten. Daarna verwierf hij het hoogleraarschap aan de Universiteit van La Laguna (Tenerife). In 1922 werd hij hoofdredacteur van de krant El Debate (Het Debat). Tijdens de dictatuur van generaal Miguel Primo de Rivera behield Gil-Robles de post van hoofdredacteur van El Debate en werd daarnaast secretaris van de Confederación nacional Católico-agraria (Katholieke Nationaal-Agrarische Confederatie).
Gil-Robles werd in juni 1931, nadat de republiek was uitgeroepen, in de Cortes (parlement) gekozen. In hetzelfde jaar werd hij voorzitter van de Acción Nacional (Nationale Actie), vanaf 1932 Acción Popular (Volksactie) geheten. De Acción Popular verzette zich hevig tegen het antiklerikale beleid van premier Manuel Azaña en diens regering. Ofschoon een monarchist, streefde Gil-Robles niet zozeer het herstel van de monarchie na, maar eerder een corporatieve staat.

## Minister van Oorlog
Op 14 maart 1933 wist Gil-Robles enkele (centrum)rechtse, rooms-katholieke partijen te verenigen in de Confederación Española de Derechas Autónomas (Spaanse Confederatie van Autonome Rechtse Partijen; CEDA), waar ook de Acción Popular deel van uitmaakte. Binnen de CEDA waren zowel christendemocraten als proto-fascisten te vinden. Gil-Robles was onder de indruk geraakt van de Oostenrijkse bondskanselier Engelbert Dollfuss die zijn eigen land had omgebouwd tot een corporatistische standenstaat. Hetzelfde had Gil-Robles voor ogen, hoewel het niet direct aannemelijk is dat hij de democratie in Spanje wilde opheffen.
In oktober 1933 won de CEDA de verkiezingen en behaalde 110 zetels. President Niceto Alcalá-Zamora benoemde – uit vrees voor onrust – niet Gil-Robles tot premier, maar de oude leider van de centristische Partido Republicano Radical, Alejandro Lerroux. De CEDA gaf haar gedoogsteun aan de regering. In feite regeerde Lerroux uitsluitend omdat de CEDA hem dit toestond. In oktober 1934 trok de CEDA in het parlement haar gedoogsteun aan de regering-Samper, die in april Lerroux was opgevolgd, in. Lerroux vormde daarop een nieuwe regering waarin hij drie leden van de CEDA opnam. De daaropvolgende linkse opstand in Asturië werd hardhandig onderdrukt. Leiders van verscheidene linkse partijen werden gearresteerd, ook die van de linkse republikeinen (de partij van oud-premier Azaña), ofschoon deze zich nadrukkelijk tegen de opstand had gekeerd.
Van mei tot december 1935 zat Gil-Robles als minister van Oorlog in het laatste kabinet waarin ook de CEDA was opgenomen. Na de val van dit kabinet werden er verkiezingen uitgeschreven voor februari 1936.

## Alle macht aanel Jefe

Symbool van de CEDA

De CEDA sloot zich aan bij het rechtse Nationaal Blok, de linkse partijen vormden het Volksfront. De gematigden vormden een centrumfront. Gil-Robles voerde een grootse campagne met als slogan Todo el poder para el Jefe ("Alle macht aan de Leider"). Gil-Robles beloofde werk, herstel van de positie van de kerk, recht op bezit en orde. De verkiezingen van februari 1936 werden nipt door het Volksfront gewonnen en Manuel Azaña werd opnieuw premier. 

## Leider anti-Franco-groep
Ontevredenheid onder hoge legerofficieren leidde in juli 1936 tot een opstand, onder leiding van generaal Francisco Franco die uit zou groeien tot de Spaanse Burgeroorlog. Gil-Robles week uit naar Frankrijk en ging later naar Portugal. In Portugal werd hij geheimraad van de graaf van Barcelona (Juan de Borbón, de zoon van koning Alfonso XIII). Vanuit zijn ballingsoord ontbond hij de Acción Popular en werd leider van een anti-Franco-groep. Na de burgeroorlog verweet hij Franco dat hij de permanente dictatuur had gevestigd. In 1950 keerde Gil-Robles naar Spanje terug en probeerde tevergeefs een christendemocratische groep op te richten. Deze poging mislukte echter en moest naar het buitenland uitwijken (1962). Hij vestigde zich in München en ontmoette aldaar de dissidente falangist Dionisio Ridruejo. 
Vanaf het einde van de jaren zestig was hij lid van het Internationaal Gerechtshof in Den Haag. Na Franco's overlijden keerde hij terug naar Spanje.
- Biblioteca Nacional de España: XX820203
- Bibliothèque nationale de France: cb12810455d (data)
- Catàleg d'autoritats de noms i títols de Catalunya: 981058519772306706
- CiNii: DA08201902
- Gemeinsame Normdatei: 118717383
- International Standard Name Identifier: 0000 0001 0801 0770
- Library of Congress Control Number: n79105960
- National Archives and Records Administration: 77820748
- Nationale Bibliotheek van Israël: 987007261600205171
- Nederlandse Thesaurus van Auteursnamen: 068425384
- Istituto Centrale per il Catalogo Unico: SBNV099424
- Système universitaire de documentation: 05990156X
- Trove: 833291
- Virtual International Authority File: 64802329
- WorldCat: E39PBJxCvCJbbjv4m6F4cJ3qQq